# Преподавателска етика

## Етика на университетските преподаватели
Преподавателската етика е вид научна етика, представляващ система от етични норми, отнасящи са за работата на университетските преподаватели и отношенията им със студентите, другите преподаватели, университетската администрация и служители, университета като институция.
Тя е професионалната етика на университетските преподаватели. В България университетските преподаветели имат съответна научна степен - докотр и доктор на науките, и заемат определена академична длъжност - асистент, главен асистент, доцент, професор. Научните степени и  академичните длъжности в България са определени в Закона за висшето образование и Закона за развитието на академичния състав в Р България.
Професионалната етика нормира етическия образ на професионалните отношения, в които професионалистът участва. Но преди някой да стане професионалист, той е и си остава човек. Следователно, професионалистът ръководи действията и поведението си едновременно от личната си, персонална етика и нравственост в съчетание с професионалната. Логично е, че разминаването на двете не води до добро нито за човека, нито за професионалиста, нито за професията и общността.
Според Даниела Сотирова, персоналната етика на университетския преподавател е по-важна от професионалната. Персоналната етика дава измерението на човешкото в човека. Тя е фундамент на човешката устойчивост и стабилност в различните ситуации на живота, в неговите професионални и лични измерения. Тя отразява човешкия жизнен път – изборите, които е правил, хората, които е срещал – семейството му, приятелите му, ситуациите, с които се е справял или не. Жизненият път формира и утвърждава убежденията и ценностите на човека, изгражда неговата социална идентичност. 
Персоналната етика на университетския преподавател е особено важна и поради неговата основна фукнция – да преподаде на студентите си най-високото достигнато ниво на култура, на осмислено познание и по този начин да им помогне те да си изградят образ, идея за света, в който живеят. Колкото повече преподавателят възприема тази своя професионална функция като мисия, толкова по-значима става неговата персонална етика.
Когато персоналната етика не е на необходимото ниво за изпълнение на преподавателската функция или мисия, студентите, а и другите преподаватели, усещат неавтентичността на преподавателя. Говори за едно – темите, които преподава, а излъчва друго – персоналната етика се усеща в излъчването, проявява се в действията и поведението. Появявя се усещане за недоверие от студентите към преподавателя. Доверието започва от усещането за автентичност, което в продължение на човешкото общуване се проверява и най-после рационално се утвърждава. Без доверие мeжду студентите и преподавателите, в самата преподавателска колегия, между университетите, държавата и обществото няма как да се постигне високо качество на висшето образование.
Казаното дотук потвърждава цитираната по-горе теза на Даниела Сотирова за разпределението на тежестта между персоналната и професионална етика на университетския преподавател в полза на първата. Тази теза предполага, че професионалната етика се изгражда въз основа на персоналната.

## Принципи и норми на преподавателската етика
Блага Благоева обобщава основните етични принципи на преподавателската етика в четири направления по отношение на:
- Студентите;
- Колегите преподаватели;
- Университета и неговото добро име;
- Авторското  право и интелектуалната собственост.

По-конкретни етически принципи, които посочва автора са:
- Компетентна селекция на преподаваното научно съдържание – основно трудово задължение на университетския преподавател  е да преподаде под формата на лекции и семинарни занятия учебно съдържание по  определена научна дисциплина;
- Висока професионална компетентност, за да  успее преподавателят да изпълни описаното по-горе трудово задължение;
- Равнопоставеност и справедливост в  отношението към студентите;
- Обективност и справедливост в оценяването  на студентските постижения;
- Колегиалност и уважение към колегите  преподаватели;
- Институционално уважение и морална коректност към поставените и приети от университета образователни цели, политики, стандарти;
- Морален ангажимент към авторското право и  интелектуалната собственост.[3]

## Компетентна селекция на научното съдържание
Етическият принцип за компетентна селекция на преподаваното научно съдържание по съответната учебна дисциплина се гарантира чрез:
- Моделите за създаване, научно обсъждане и приемане на учебни програми по съответните научни дисциплини;
- Методологията и методика за изготвяне, научно обсъждане и приемане на учебни планове по съответните научни специалности в дадено професионално направление.

Университетските катедри като първично научно звено в университетите организират процеса на създаване на учебни планове (всички изучавани дисциплини в дадена специалност в ОКС "Бакалавър" или "Магистър") и съобразно с учебния план възлагат на преподавателите да изготвят учебни програми по дисциплините (селектирано и систематизирано научно съдържание по учебна дисциплина). Катедрите предлагат учебни планове за специалности само в професионалното направление, в което е колективната им катедрена научна компетентност - професионалното направление, за което са получили програмна акредицация. Преподавател, който няма достътъчно ниво на компетентност по дадена учебна дисциплина не може да състави учебна програма по нея. Компетентността се защитава чрез придобитите образователни и научни степени, свидетелства за допълнителна квалификация, завършени научни изследвания в съответната област. Проява на преподавателска неетичност е възлагане на съставяне на учебна програма на преподавател, който не е достътъчно компетентен в областта, както и приемане от страна на преподавателя на възлагане, което той не е квалифициран да изпълни. 
Следващите нива на гарантиране на компетентността на селекцията на учебното съдържание както в учебната програма, така и в учебния план са колективните обсъждания на предложенията. Катедрените съвети, след тях Факултентите и на финала Академичните обсъждат и приемат учебното съдържание в учебните програми и планове. 

## Висока професионална компетентност
Професионалната компетнтност на университетските преподаватели се формира като съчетение от качеството на научноизследователската им работа и качеството на преподавателската им дейност. Университетският преподавател преподава знанието, което сам той е достигнал в хода на научните си изследвания. Хосе-Ортега и Гасет говори за нов вид преподавателски талант - "интегриращ талан", който умее да създава "солидни синтези и систематизации на знанието", както и да ги преподава.

## Равнопоставеност и справедливост към студентите
Справедливостта е основна категория на етиката и на научната етика като приложно етическо познание, регулиращо отношенията в сферата на науката. Принципът на равнопоставеността е основен етически принцип, а също и принцип на демократичните общества. Справедливостта и равнопоставеността са обратни на дискриминацията във всички сфефи на човешкия и обществен живот. Те са и в основаната на така нар. научен етос, т.е. сърцето на научната етика. Като такива са присъщи и задължителни за преподавателската етика. 
Равнопоставеност и справедливост в оценяването на студентските постижения се гарантира от учебната програма по съответната дисциплина. В нея, освен лекционните теми, са включени и методите на оценяване, които следва да се прилагат еднакво за всички обучавани студенти. Равнопоставеното и справедливо отношение на преподавателя към студентите по време на семестъра се гарантира от неговата персонална етика в съчетание с професионалната му преподавателска етична система. 
Двата принципа - равнопоставеност и справедливост, следва да са водещи и в отношението на преподавателя към колегите му преподаватели. Високата преподавателска етика напълно изключва каквито и да е прояви на двойни стандарти както в отношението към студентите и оценяването им, така също и по отношение на другите преподаватели.

## Колегиалност
Колегиалността като етически принцип е един от основните компоненти на научния етос. Станка Калчева прави интересно емпирично изследване на колегиалността на научната организация (резултатите са публикувани през 2012 г.). Изследването установява висока степен на колегиалност в научната колегия в сравнение с другите изследвани колегии – предприятие за производство и услуги и медия. Предложената операционализация на понятието "колегиалност" дава ориентир за неговото разбиране. Колегиалността се операционализира чрез следните три групи понятийни индикатори:
- Колегиални отношения в микросредата – посочени са 6 емпирични индикатора тук (всеки е вид отношение): добронамереност, приемане на перспективата на другия, самокритичност, завист, егоцентрична ориентация, неразбирателство (липса на кооперация);
- Професионална компетентност на всеки член на колегията;
- Междуличностни отношения по скалата „симпатия – антипатия“: приятелство, симпатия, безразличие, антипатия, враждебност.[5]

## Институционално уважение и морална коректност
Уважението към университетската институция е проявление на институционалната култура на преподавателя. То не се изразява единствено и само чрез опазване на доброто име на университетската институция, но преди всичко чрез поведение, което не позволява конфликтни ситуации, застрашаващи моралния авторитет на институцията. Подобно поведение от страна на преподавателите е напълно синхронизирано с обективната регулаторна рамка на университета, с университетския етичен кодекс и политики за академична почтеност. Всяка форма на отклонение от обективния правен и етичен институционален порядък създава условие за проява на субективизъм като основа за неравнопоставеност, несправедливост, дискриминация в отношенията между преподавателите, между преподавателите и студентите, между преподавателите и униреситета. Всичко това от своя страна е израз на неуважение към институцията и опит за нейното морално дискредитиране. 

## Авторско право и интелектуална собственост
Праподавателският труд е интелектуален труд. Чрез него се създават обекти на авторско право и интелектуална собственост. Всяка форма на нарушаване на авторското право е първо незаконна и второ - неетична, проява от страна на преподавателите нарушители. Подобен тип нарушения са известни с името "плагиатство". Преписване и плагиатство са думи, близки по значение – синоними. И двете означават едно и също – представяне на чужд текст за свой. Преписване е популярната дума. Плагиатство е научният термин. Преписването е етически недопустимо. Плагиатството е морално и законово недопустимо. По силата на Наказателния кодекс то е престъпление.

Чл. кар. проф. дфн Ангел Стефанов пита как е възможно плагиатството у нас и дава три възможни посоки към отговора:
„Учудващото на пръв поглед примирение и незаинтересованост на научната общност у нас към плагиатството“;
„Научната общност у нас не е склонна да проверява как точно стоят нещата при всеки конкретен случай на плагиатство, за който е алармирана, но пък е склонна да се съгласява с оправдателните контраатаки на плагиатите“;

„Вслушването в едно псевдоюридическо оправдание от страна на плагиатите, че те, видите ли, не са такива, защото не са осъдени за плагиатство. След това те преминават в контранастъпление, като заплашват, че поради липса на осъдителна присъда именно те ще осъдят всеки, осмелил се да изкаже гласно своето възмущение от тяхната постъпка. Това е стряскаща закана, която, както по всичко изглежда, има силен психологически ефект върху съзнанието на честните хора, и която ги отвежда към прегръдката на гузното мълчание.“
Друга форма на нарушение на авторското право, противоположна на нормите на преподавателската етика, е цензурата. Цензурата като форма на външна намеса в авторско произведение, целяща заличаване на част от произведението и налагана чрез заплаха за автора, е забранена от Конституцията на Р България. 

## Преподавателска етика и етика на преподаването
На пръв поглед може да се приеме, че "преподавателската етика" е синономи на етиката на университетското преподаване". Всъщност те са различни проявления на научната етика. Преподавателската етика се отнася до моралната и етична система на личността на университетския преподавател. Етиката на преподаването в университета представлява етичните норми и критерии, които формират и изграждат процеса на предаване на знания от преподавателите към студентите, а в част от случаите и обратното - от студентите към преподавателите. Защото:
Ученето е взаимен процес между преподавателя и студенитете. Учи се преподавателят, за да научи после и студените си.

## Университетски преподаватели в България
- Регистър на академичния състав и защитените дисертационни трудове Архив на оригинала от 2022-06-30 в Wayback Machine.
- Преподаватели в Пловдивски университет "Паисий Хилендарски"
- Списък на преподаватели в УНСС
- Преподаватели в Нов Български Университет